# Шатилов, Кирилл Андреевич
Кирилл Андреевич Шатилов (Шапилов) (около 1748 — до 1793) — российский капитан 1-го ранга (1789) российского флота.
С марта 1760 года учился в Морском Корпусе. Гардемарин (1766), мичман (1769). В 1769—1770 годах — на линейном корабле «Святой Яннуарий» в эскадре адмирала Спиридова принимал участие в походе в Архипелаг (Эгейское море) в ходе Русско-турецкой войны 1768—1774 годов. Отличился в ходе Морейской экспедиции и в сражении с турецким флотом у Чесмы (1770). В 1771—1775 годах был в крейсерских и конвойных операциях в Архипелаге на пинке «Сатурн». Произведён в лейтенанты флота (декабрь 1772). В 1775—1779 годах ежегодно плавал в Балтийском море. Получил чин капитан-лейтенанта (апрель 1780).
На корабле «Слава России» в 1780—1781 годах в эскадре адмирала Борисова плавал из Кронштадта в Средиземное море, и обратно. В 1783 году переведён с Балтийского на Черноморский флот. Произведён в капитаны 2-го ранга (май 1786). Отличился в Русско-турецкой войне 1787—1791 годов, где вошёл в число ближайших соратников и капитанов знаменитого адмирала Фёдора Ушакова. Произведён в капитаны 1-го ранга (14 апреля 1789). В 1789—1792 годах успешно и доблестно командовал линейным кораблем «Святой Павел» в эскадре Ушакова. В 1789 году крейсировал вместе с флотом в Чёрном море. Командуя тем же кораблём, храбро и деятельно участвовал в морских сражениях с турецким флотом в Керченском проливе (1790), у Гаджибея (1790) и в битве у Калиакрии (1791).
Награждён за отличие орденом Святого Георгия 4-го класса (9 февраля 1791). Выбыл из списков флота до 1793 года.